# Экзофория
 Экзофория  является формой гетерофории, при которой имеется тенденция отклонения глаз наружу. Во время осмотра, когда глаза диссоциируют как призма, визуальные оси будут расходиться друг от друга.

## Распространенность
Экзофория особенно распространена в младенчестве и детстве, и усиливается с возрастом.

## Причины
Экзофория может быть вызвана несколькими факторами, которые включают в себя:
- Аномалии рефракции — отклонения на дальнюю и на ближнюю дистанцию примерно равны.
- Избыток дивергенции — экзодевиация более чем на 15 диоптрий больше на дальнюю дистанцию, чем на ближнюю.
- Недостаточность конвергенции — экзодевиация на ближнюю дистанцию больше, чем на дальнюю.

Экзофория может быть из-за нервных, мышечных, врожденных проблем или из-за механических аномалий. В отличие от расходящегося косоглазия, слияние возможно в таком состоянии, в результате чего диплопия является редкостью.